# Région économique du Caucase du Nord

Région économique du Caucase du Nord sur la carte de la Russie, montrant la Crimée.

La région économique du Caucase du Nord (en russe : Северо-Кавказский экономический район, Severo-Kavkazski ekonomitcheski raïon) est l'une des douze régions économiques de Russie. Elle comprend la totalité du district fédéral du Caucase du Nord, ainsi que les sujets fédéraux occidentaux du district fédéral du Sud.

## Composition
- Adyguée (située dans le district fédéral du Sud)
- Tchétchénie (située dans le district fédéral du Caucase du Nord)
- Daghestan (située dans le district fédéral du Caucase du Nord)
- Ingouchie (située dans le district fédéral du Caucase du Nord)
- Kabardino-Balkarie (située dans le district fédéral du Caucase du Nord)
- Karatchaïévo-Tcherkessie (située dans le district fédéral du Caucase du Nord)
- Kraï de Krasnodar (situé dans le district fédéral du Sud)
- Ossétie du Nord-Alanie (située dans le district fédéral du Caucase du Nord)
- Oblast de Rostov (situé dans le district fédéral du Sud)

La Russie reconnaissant la Crimée comme partie intégrante de son territoire, cette dernière est de facto située dans la région économique du Caucase du Nord.

## Caractéristiques générales
- Superficie : 381 600 km2
- Population : 22 451 130 hab.
- Densité : 58,83 hab./km2

Bien que la région ne couvre que 2,23 % de la superficie de la Russie, elle compte 15,29 % de la population du pays.